# 中部大学

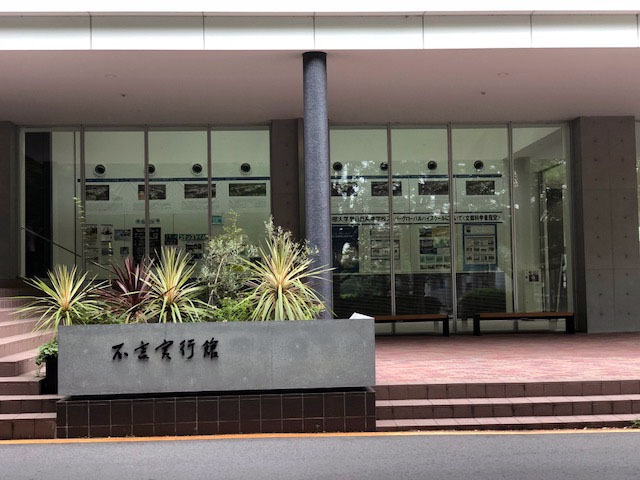
中部大学　不言実行館

中部大学（ちゅうぶだいがく、英語: Chubu University）は、愛知県春日井市松本町1200に本部を置く日本の私立大学。1938年創立、1964年大学設置。大学の略称は中部大。

## 概観

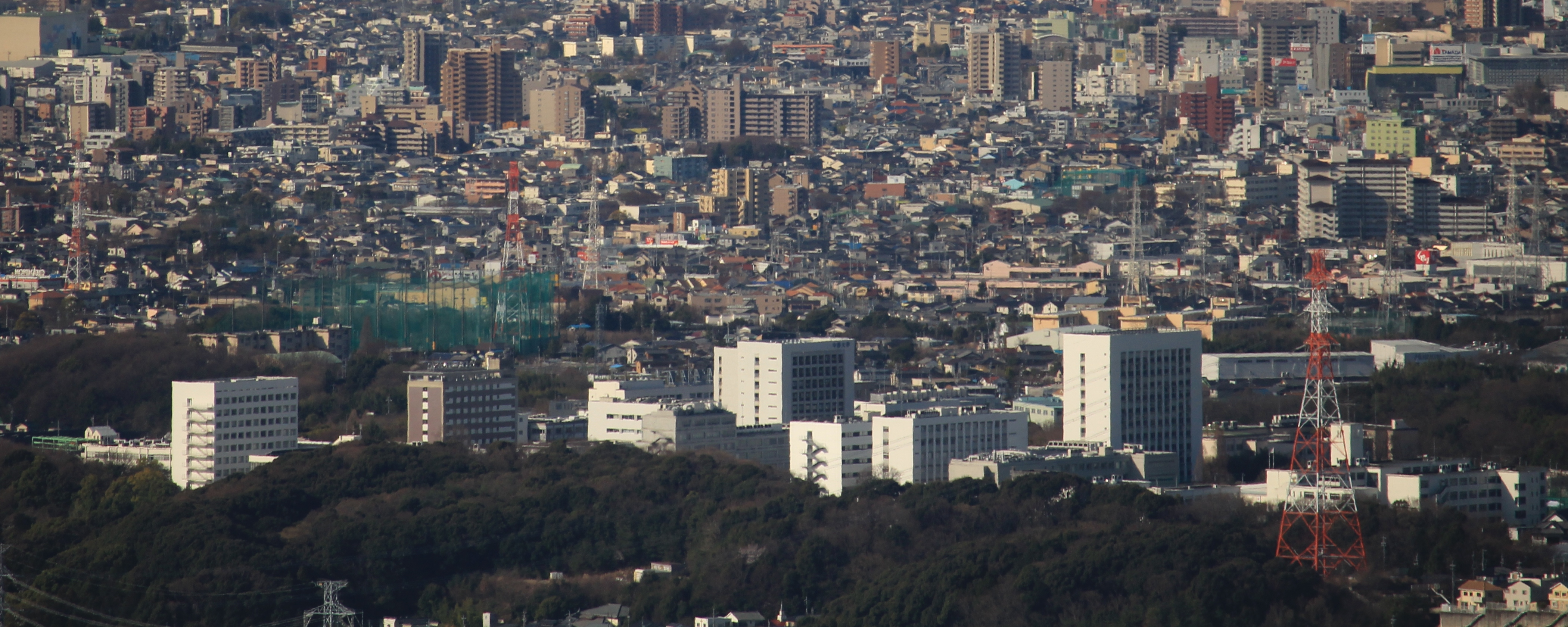
中部大学（春日井キャンパスの全景）

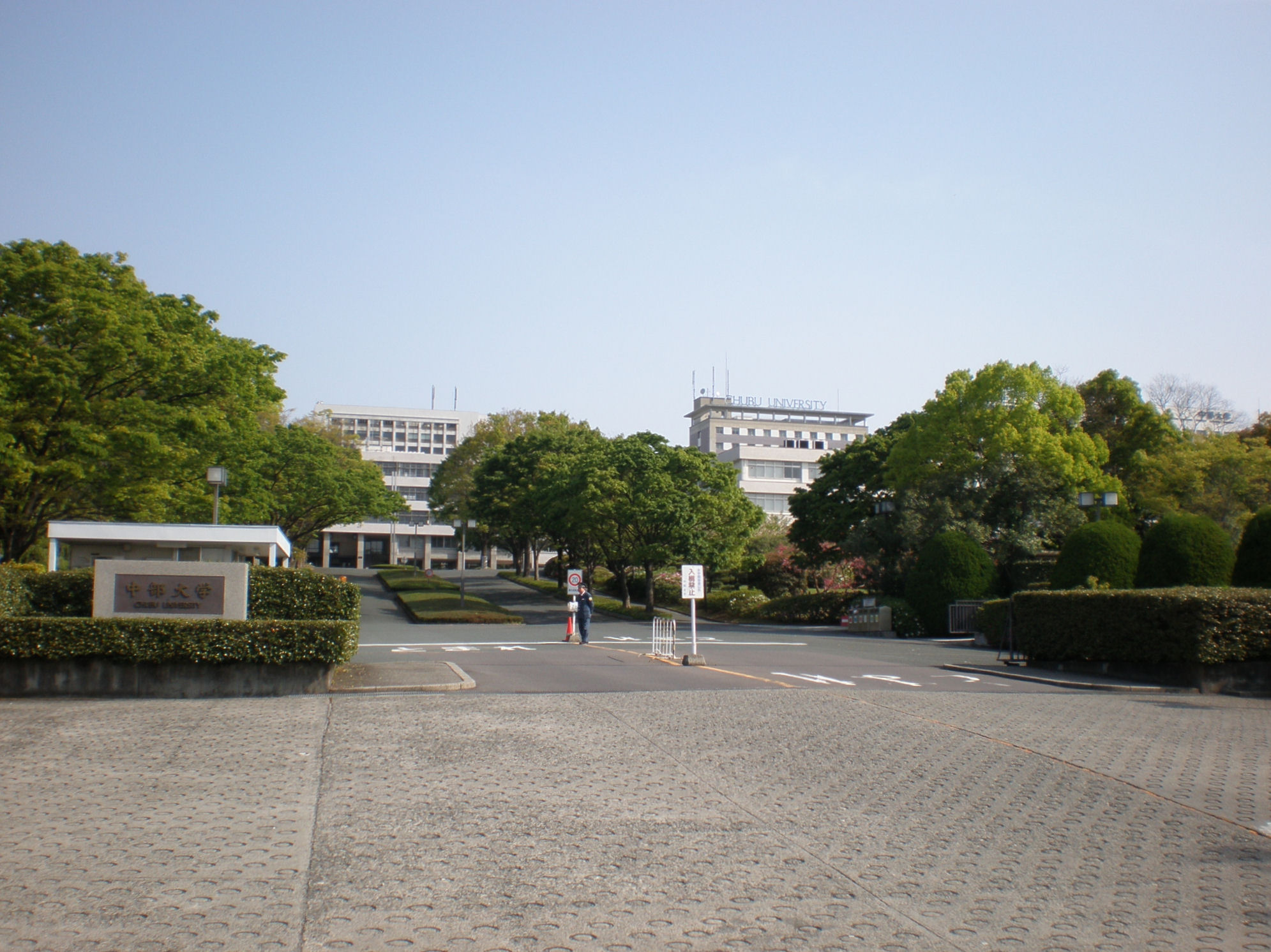
正門

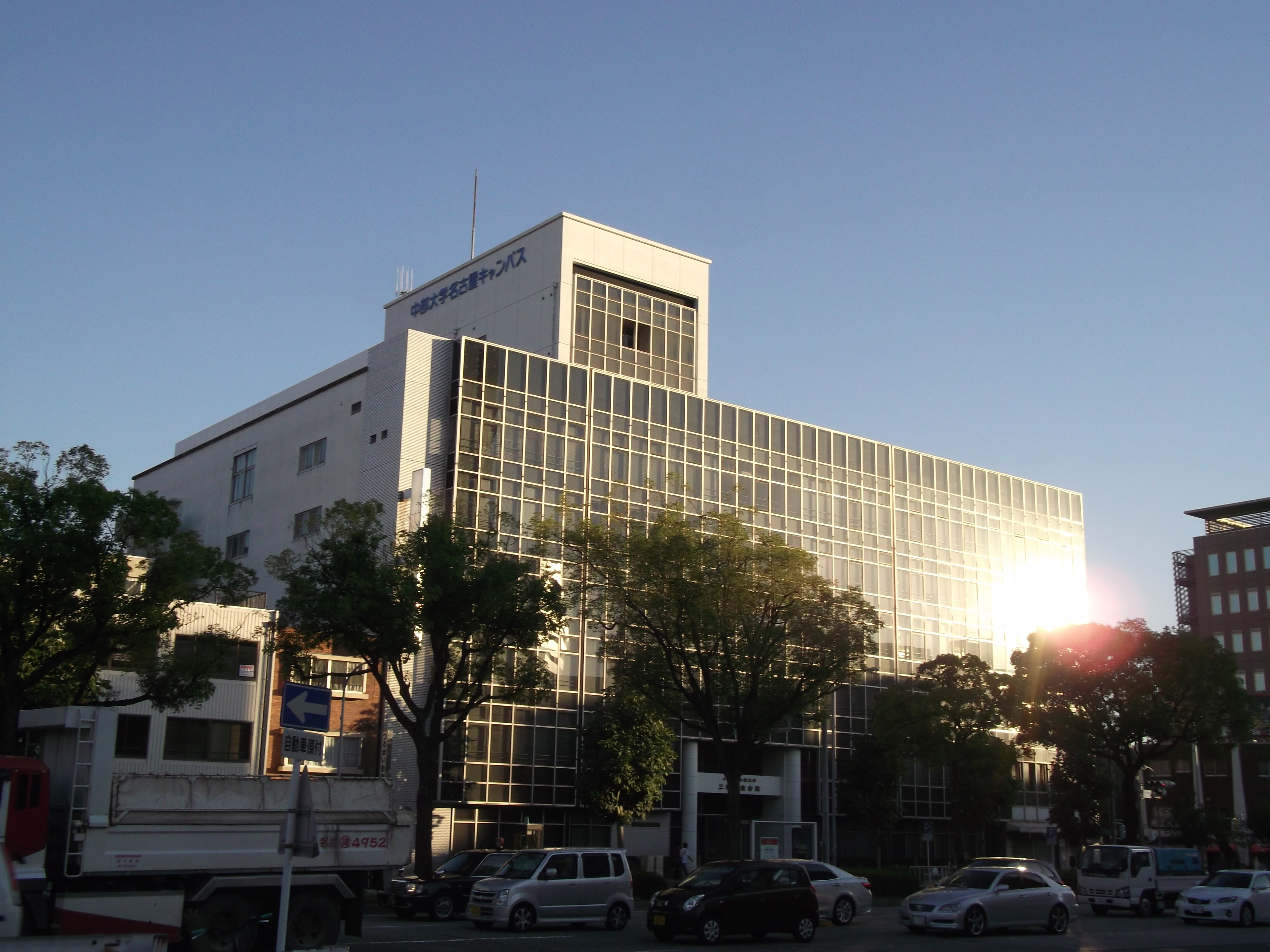
中部大学 名古屋キャンパス

### 大学全体
中部大学は、1938年に設立された名古屋第一工学校をルーツとし、1964年に中部工業大学として創設された。工学部を中心に発展した大学であるが、1984年以降、文系を含む多彩な学部が開設され、現在は7学部の総合大学となり、学部学生数は約11,000人。このうち、毎年200人を越える学生を海外の大学等へ派遣している。中部大学の教育は、緑に囲まれた春日井市の丘陵に位置するワンキャンパスで行われており、多分野の学生が交流し、就職の面倒見の良いことでも知られる。
研究面では、各学部を網羅する大学院（6研究科）を設置するほか、中部高等学術研究所、総合工学研究所、分子性触媒研究センター、藤原洋記念超伝導・持続可能エネルギー研究センター、薄膜研究センター、エネルギー変換化学研究センターなど20の研究所等を設置している。自然科学系研究レベルを示す Nature Index 2016 Japan では、全機関中73位、私立大学中14位、東海地区の全大学中5位であった。また、中部高等学術研究所にはUNESCOのESD (Education for Sustainable Development)の国際地域拠点「中部」（代表：飯吉厚夫理事長）の事務局が置かれ、また、国際GISセンターは、 米国航空宇宙局NASAとディジタルアースの共同研究を行うなど、国際連携活動が盛んである。
スポーツでは、ハンドボール部、剣道部は毎年全国大会に出場し、ハンドボールは2014年に全日本学生ハンドボール選手権大会で優勝している。硬式野球部は2017年6月現在、2度の全国大会に出場しており、プロ野球選手を何人も輩出している。人工芝の全天候型グラウンドで400mx6コースの本格的トラックを持ち、4階建ての武道体育館が新装なるなど、体育施設が非常に充実している。
地域との連携においては、2013年から文部科学省のプロジェクトCOC「地（知）の拠点整備事業」に採択され、高齢化している高蔵寺ニュータウンや春日井市と連携して6つのプロジェクトを進めている。中部大学音楽祭やキャンパスコンサートなど音楽イベントの実施なども展開している。生涯学習として、一般の人でも大学生と一緒に講義を聴くことができるオープンカレッジも実施している。公開講座では、小中学生対象の「ジュニアセミナー」や実技講座の「サテライトカレッジ」を実施している。

### 建学の精神
中部大学の建学の精神は、「不言実行　あてになる人間」である。

### 新設学科・研究組織
ロボット理工学科が2014年に発足した。ロボット理工学科では、AIを駆使して近未来社会の主役となるロボットを学び、語学教育センターと協同して英語コミュニケーションを重視する教育を行っている。
航空産業の世界3大生産基地の一角を占めるようになった中部の航空産業を背景に、宇宙航空学科が2018年に予定されて、イノベーションを先取りした学問編成と教育システムの充実を進めている。
2016年には、創発学術院が発足した。特別招聘教授に松沢哲郎（京都大学高等研究院 特別教授、動物心理学者・霊長類学者、文化功労者）、森重文（京都大学高等研究院院長 特別教授、フィールズ賞受賞者）を擁している。

### 専任教授陣
理事長・総長の飯吉厚夫は、90年代の日欧米の核融合方式競争の日本研究プロジェクトチームのリーダーで、文部科学省直轄研である核融合科学研究所の初代所長を務めた。学長の石原修もプラズマ物理の著名な研究者でIEEEライフフェローであり、アメリカで25年教鞭をとった国際派である。また、2017年3月まで学長を務めた山下興亜は、蚕の生糸研究者でルイ・パスツール賞、中日文化賞、紫綬褒章、国際昆虫学賞などの受賞者である。
中部大学総合工学研究所には、日本化学会会長を務める山本尚教授（有機化学者、藤原賞、ロジャー・アダムス賞等の受賞者）や澤本光男教授（高分子化学者、ベンジャミン・フランクリン賞等の受賞者）、世界交通学会会長を務め、ローマクラブ正会員100名の1人でもある林良嗣教授（持続的交通・都市論）、成田吉徳教授（人工光合成、分子触媒化学、生物無機化学）らを擁し、中部高等学術研究所には、安藤隆穂教授（思想史・社会哲学、日本学士院賞の受賞者）、河村公隆教授（大気化学、地球化学、国際地球化学会フェロー）などの教授陣を揃えている。
藤原記念超伝導・持続可能エネルギー研究センター（所長：山口作太郎教授）は、5cmのコイル（それを包む冷却用パイプが直径30cm）で100万kWh(原子力発電所1基に相当)を大規模な送電線インフラを敷設することなく輸送できる直流超伝導の世界No.1の技術を誇っている。2015年には実験室のみでなく石狩市で全長1.5kmの実証実験に成功しており、2017年7月に石狩市で開催された国際セミナーには、ロシア、フランス、インド、中国、韓国などの電力会社が参加している。

### 客員教授陣
松浦晃一郎（元UNESCO事務局長、国際政治）、アレキサンダー・リコタール（ローマクラブ・フルメンバー、ソ連ゴルバチョフ政権の報道官でペレストロイカの推進者の一人）、チモシー・フォースマン（アル・ゴア元米副大統領提唱のディジタルアースを推進したNASA主任研究官）、細川昌彦（元経済産業省、国際経済産業論）、武田邦彦（資源材料工学）などの客員教授を擁する。

### 教員数
教員数は461人（2025年5月1日時点）である。

### 学部卒業者数
2018年度3月23日付学部卒業者数は2,346人（2019年3月31日時点）である。卒業率は92％（2019年3月31日時点）。

## 沿革
- 1938年（昭和13年） - 名古屋第一工学校（現・中部大学第一高等学校）の設置認可。三浦学園が創立される。創立者は名古屋高等工業学校教授だった三浦幸平。
- 1939年（昭和14年） - 名古屋第一工学校開校。電気工学科、機械工学科、応用化学科を設置。初代校長は眞嶋正市。
- 1941年（昭和16年） - 教室・実習場の不足により、名古屋市中区老松町（現・中区新栄）に分教場を設置。

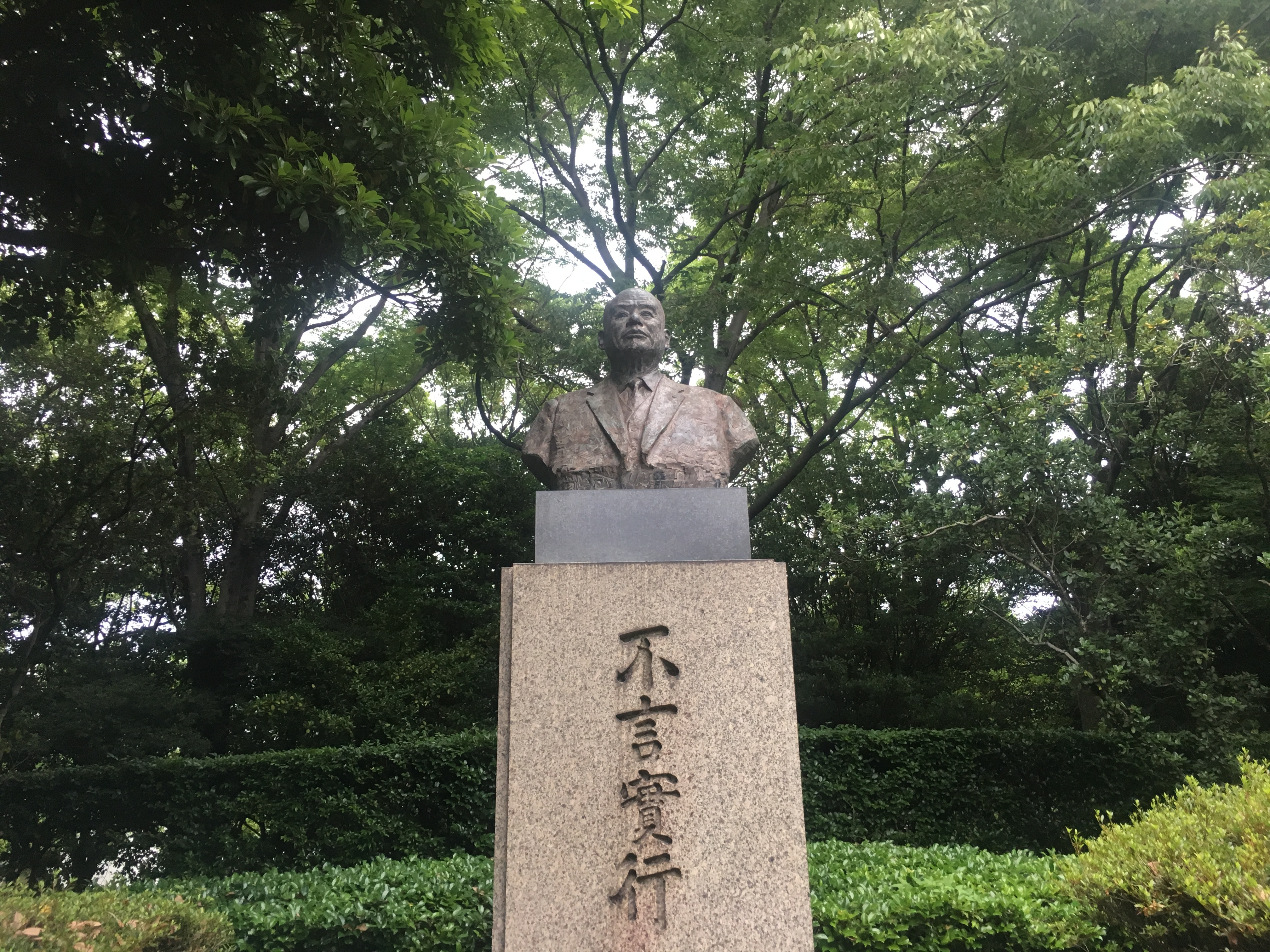
三浦幸平の像

- 三浦幸平の像1944年（昭和19年）7月 - 名古屋第一工学校第二代校長に三浦幸平就任[11]。
- 1945年（昭和20年）
  - 3月 - 名古屋大空襲により、名古屋第一工学校と分教場が焼失。
  - 9月 - 松軒国民学校の校舎を借りて授業継続。
- 1951年（昭和26年）

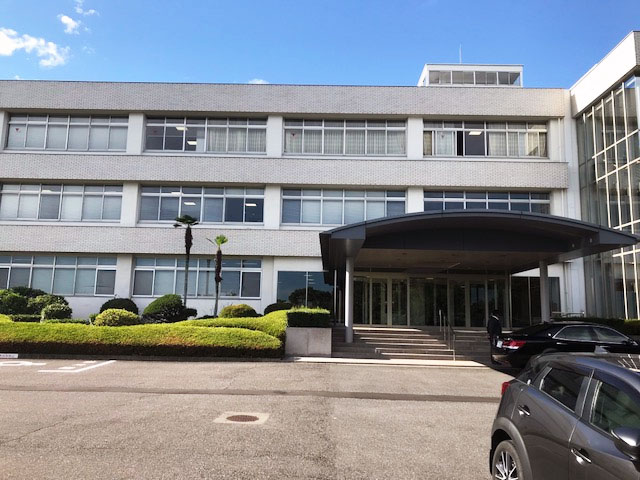
中部大学1号館

  - 中部大学1号館3月 - 私立学校法に基づき、財団法人常磐学園を学校法人三浦学園に組織変更。理事長は三浦幸平。
  - 4月 - 鶴舞幼稚園開園。園長は三浦幸平。
- 1962年（昭和37年） - 中部工業短期大学が開校。機械科、電気科。翌年には建設科を設置。

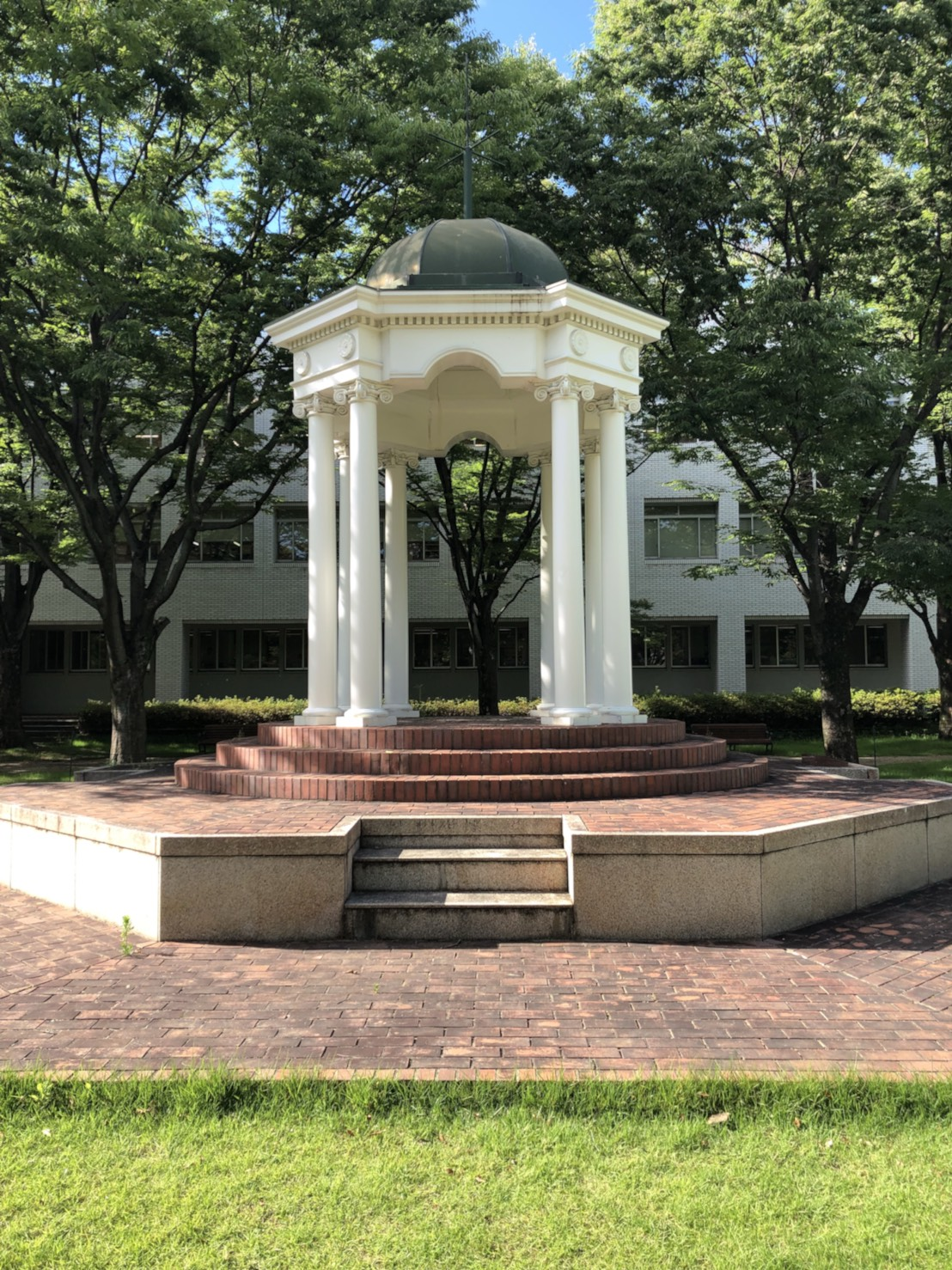
ロタンダ

- ロタンダ1964年（昭和39年） - 中部工業大学として開学。工学部機械工学科、電気工学科、土木工学科、建築学科を設置。初代学長に三浦幸平が就任。
- 1966年（昭和41年） - 工学部に生産機械工学科（1987年3月廃止）、電子工学科、工業化学科、工業物理学科を増設。
- 1969年（昭和44年） - 中部工業大学の体育館・講堂が開館。
- 1970年（昭和45年） - 新穂高山荘完成。
- 1971年（昭和46年） - 大学院工学研究科修士課程（機械工学専攻、電気工学専攻）を設置。中部大学（遠景）

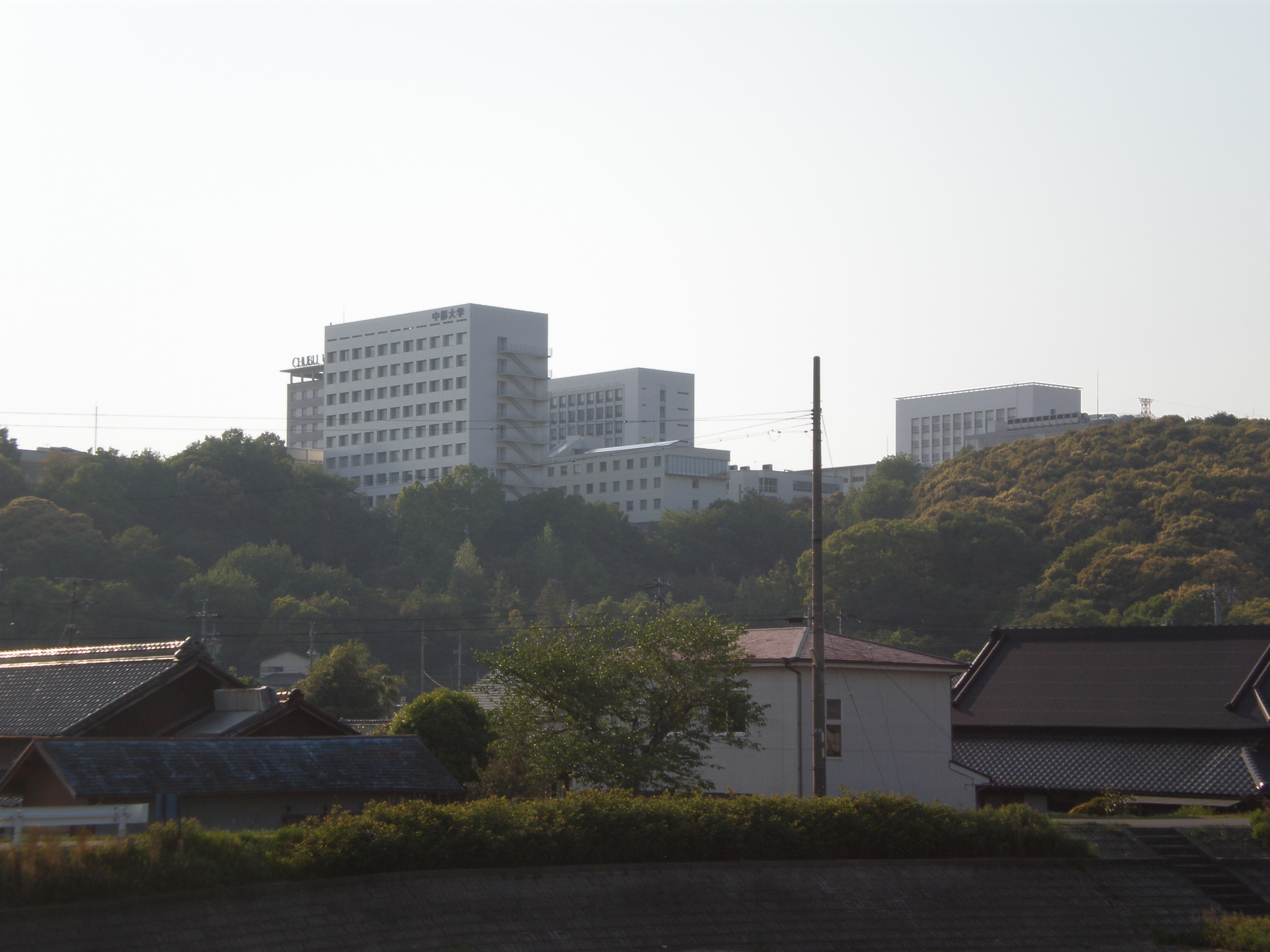
中部大学（遠景）

- 1973年（昭和48年） - 大学院工学研究科博士課程（機械工学専攻、電気工学専攻）を設置。さらに、大学院工学研究科修士課程に建築学専攻・工業化学専攻（後の応用化学専攻）、翌年には、土木工学専攻（後に建築学専攻と合併。建設工学専攻となる）も増設。
- 1975年（昭和50年） - 学長に山田和夫が就任。
- 1976年（昭和51年） - 建設工学専攻、工業化学専攻ともに博士課程を設置。大学院学則改正により博士課程に一本化する。1979年には工業物理学専攻を増設。
- 1984年（昭和59年） - 中部大学に改称。経営情報学部（経営情報学科）、国際関係学部（国際関係学科・国際文化学科）を新設する。文理3学部10学科に。
- 1989年（平成元年） - 中部大学女子短期大学開設。
- 1991年（平成 3年） - 大学院に国際関係学専攻を設置。
- 1993年（平成 5年） - 留学生別科（日本語研修課程）を設置
- 1994年（平成 6年） - 姉妹校オハイオ大学の学長から、中部大学開学30周年を記念してロタンダが寄贈される。
- 1996年（平成 8年） - 中部高等学術研究所を設置する。大学院経営情報学研究科経営情報学専攻修士課程を設置。大学院も充実し始める。
- 1998年（平成10年） - 人文学部（日本語日本文化学科、英語英米文化学科、コミュニケーション学科）を新設。大学院経営情報学研究科博士課程を設置。
- 1999年（平成11年） - 総長に山田和夫が就任。学長には飯吉厚夫が就任する。工業化学科の名称を応用化学科に変更。中部大学女子短期大学廃止。
- 2000年（平成12年） - 工学部工業物理学科を改組し、情報工学科を設置。
- 2001年（平成13年） - 応用生物学部（応用生物化学科・環境生物科学科）を新設。文理5学部17学科の総合大学へ。大学院国際関係学研究科博士課程を設置。
- 2002年（平成14年） - 人文学部に心理学科、経営情報学部に経営学科を新設。
- 2004年（平成16年） - 人文学部に歴史地理学科を新設。工学部、電気システム工学科（元・電気工学科）、電子情報工学科（元・電子工学科）、都市建設工学科（元・土木工学科）にそれぞれ名称変更。国際関係学部では専攻制導入。
- 2005年（平成17年） - 総長に飯吉厚夫、学長に山下興亜が就任。応用生物学部に食品栄養科学科を設置。また、大学院に応用生物学研究科（修士課程）を設置。学部ならびに大学院拡充続く。
- 2006年（平成18年） - 生命健康科学部（生命医科学科・保健看護学科）を設置。
- 2008年（平成20年） - 現代教育学部(幼児教育学科・児童教育学科)を開設。大学院国際人間学研究科に歴史・地理学専攻（修士課程）を新設。
- 2009年（平成21年）4月 - 国際関係学部に中国語中国文化学科を新設。
- 2010年（平成22年）4月 - 生命健康科学部に理学療法学科、作業療法学科、臨床工学科の3学科を新設、応用生物学部食品栄養科学科に管理栄養科学専攻を新設。
- 2011年（平成23年）4月 - 経営情報学部に経営会計学科、生命健康学部にスポーツ保健医療学科を新設。大学院生命健康科学研究科修士課程（生命医科学専攻、看護学専攻）設置。
- 2014年（平成26年）4月 - 工学部にロボット理工学科新設[広報 1]。
- 2017年（平成29年）5月10日 - 「天文台天体観測所」を新設[12]。
- 2018年（平成30年）4月 - 工学部に電気電子システム工学科、宇宙航空理工学科を設置。大学院工学研究科にロボット理工学専攻（修士課程）を設置。
- 2019年（平成31年）4月 - 生命健康科学研究科に保健医療学専攻（修士課程）を設置。
- 2023年（令和5年）理工学部開設。数理・物理サイエンス学科、AIロボティクス学科、宇宙航空学科を設置。工学部ロボット理工学科は理工学部AIロボティクス学科に改組、工学部宇宙航空理工学科は理工学部宇宙航空学科に改組した。
- 2024年（令和6年）4月 - 人文学部にメディア情報社会学科を新設。大学院工学研究科に宇宙航空理工学専攻（博士課程）を設置。

### 所在地

#### 春日井キャンパス
7学部32学科、大学院6研究科17専攻が集結する緑豊かな広いキャンパス。キャンパス全体の設計（デザイン）は三橋建築設計事務所。
- 住所： 〒487-8501 愛知県春日井市松本町1200
- JR中央本線神領駅降車
  - スクールバス利用。片道210円または定期券で乗車可能[注 1]。以前は快速停車駅の春日井駅からスクールバスが出ていたが、現在は普通列車しか停まらない神領駅に変更された。名鉄バス春日井営業所の車両が契約輸送の形で使用されている。
  - 名鉄バス「出川・坂下経由　藤山台南、愛知県コロニー、高森台西（21時台のみ）」に乗車。「中部大学東」で降車（片道230円）。跨道橋を渡って大学へ。または同路線神明下車徒歩5分、神明停留所前ローソン横の春日丘高校入口と看板の立つ坂を上り、頂上で中部大学方面へ。
  - 徒歩25分。自転車10分。
- JR中央本線・愛知環状鉄道愛環線高蔵寺駅降車
  - 名鉄バス「中部大学前」行に乗車。終点「中部大学前」で降車（片道250円）。
  - かすがいシティバス（はあとふるライナー）「春日井市民病院」行に乗車。「平和公園口」で降車（片道210円）、徒歩3分。日中のみ。なお、同バスには中部大学北停留所が存在するが、平和公園口停留所の方が近い。
- JR中央本線勝川駅降車
  - 名鉄バス「鳥居松・出川・坂下経由　藤山台南、愛知県コロニー、高森台西（21時台のみ）」行に乗車。「中部大学東」で降車（片道440円）。跨道橋を渡って大学へ。または同路線神明下車徒歩5分、神明停留所前ローソン横の春日丘高校入口と看板の立つ坂を上り、頂上で中部大学方面へ。
- 名古屋方面から国道19号を多治見方面へ。国道155号線と交差する東名高速道路春日井インターチェンジ東信号を右折。1kmほど進んでいくと大学入口の看板が現れる。

#### 名古屋キャンパス
主に大学院経営情報学研究科の夜間授業や生涯教育担当のエクステンション・センターによるサテライトカレッジの公開講座を行っている。2021年に建物の解体が終了し、現在は駐車場となっている。後継の建物が今後建設されるかは現在不明である。
- 住所： 〒460-0012 愛知県名古屋市中区千代田5-14-22
- JR中央本線「鶴舞」駅名大病院口（北口）下車すぐ
- 地下鉄「鶴舞」駅下車北へ約100メートル

#### 中部大学恵那研修センター
初年次教育のための研修、合宿、クラブなどに活用されている。毎年4月から5月にかけて1泊2日の「恵那研修」が全ての学科で新入生を対象に行われる。
- 住所： 〒509-7122  岐阜県恵那市武並町竹折字西川原田985-1
- JR中央本線「武並（たけなみ）」駅下車、徒歩15分

### 象徴
創立30周年を迎えた1995年（平成7年）に、University Identity (UI)を推進すべく、シンボルマーク、ロゴタイプ、スクールカラーが制定された。

#### シンボルマーク・ ロゴタイプ
シンボルマークは、中部大学建学の精神である「不言実行」をデザインイメージのベースとし、これに「創造性」「国際性」「開かれた大学」の3つの今後の方向性示すイメージを加えてデザインされている。また、ロゴタイプ中部大学の印刷物に使用されるもので、シンボルマークと同様に中部大学のアイデンティティの確立を目的としている。

#### スクールカラー
スクールカラーは「中部大学ブルー」と呼ばれ、分解色C（シアン）100%＋M（マゼンタ）60%、印刷カラーチップ（近似色）DIC 641（第15版）と定められている。組み合わせて使用されることの多いシンボルマークとロゴタイプの表示色には、この「中部大学ブルー」が使われる。この色は、「若さや爽やかさ、そしてワールドワイドな地球をイメージさせ、創造性豊かな気質を表現」いるとされる。スクールバスのデザインに、このロイヤルブルーに近い色のバスを(株)セントラルサービスが運行する数台に使用している。一時期、バスの移籍や運行体制の変更などにより中部大学での使用はなくなり、併設校中部大学第一高等学校のスクールバスのみで使用されていた。2017年4月新車導入により、この色のバスが再度導入された。

#### 校歌
中部大学の校歌は、前身である中部工業大学時代の1964年（昭和39年）12月に、佐藤一英の作詞、「椰子の実」の作曲者として有名な大中寅二の作曲により完成した。当時は、歌詞の最後の一節は、現在の「…われら中部大」ではなく、「…中部工業大」だったが、1984年（昭和59年）4月に総合大学化に伴って大学名が中部大学と改称されたのを機に、変更された。

#### 校章
中部大学の校章は1964年（昭和39年）に日本のグラフィックデザイナーである亀倉雄策によりデザインされた。このデザインは「大学」の二文字を使用しておりデザインの意義としては「最高学府にふさわしい知的な簡潔さ」と「若者の大胆なエネルギー」という二つを表している。

#### 校旗
校旗は1966年（昭和41年）に制定された。この校旗の意義は校章のものと同様で「最高学府にふさわしい知的な簡潔さ」と「若者の大胆なエネルギー」という二つを表している。

#### マスコット
マスコットは「ちゅとら」。2013年（平成25年）8月4日に誕生。生みの親は、当時中部大学併設校の春日丘高等学校（現中部大学春日丘高等学校）3年生だった鈴木菜月。「ちゅとら」という名称の由来としては、「ちゅうぶ」の「とら」という説が有力。「とら」である理由は、学園創立者三浦幸平の干支が寅だったためと言われる。
「ちゅとら」には以下のようなキャラクター設定がある：1）語尾は「〜ちゅとら！」（ただし、声を聞いた人はいない）、2）春日井キャンパスが立つ丘は、昔、桃園だったため、好きな食べものは「桃」、3）胸に輝く「ち」の文字がチャームポイント、4）出没スポットは中部大学内（大学祭やオープンキャンパスでは出会える確率が高いとされる）。

## 教育および研究

### 組織

#### 学部

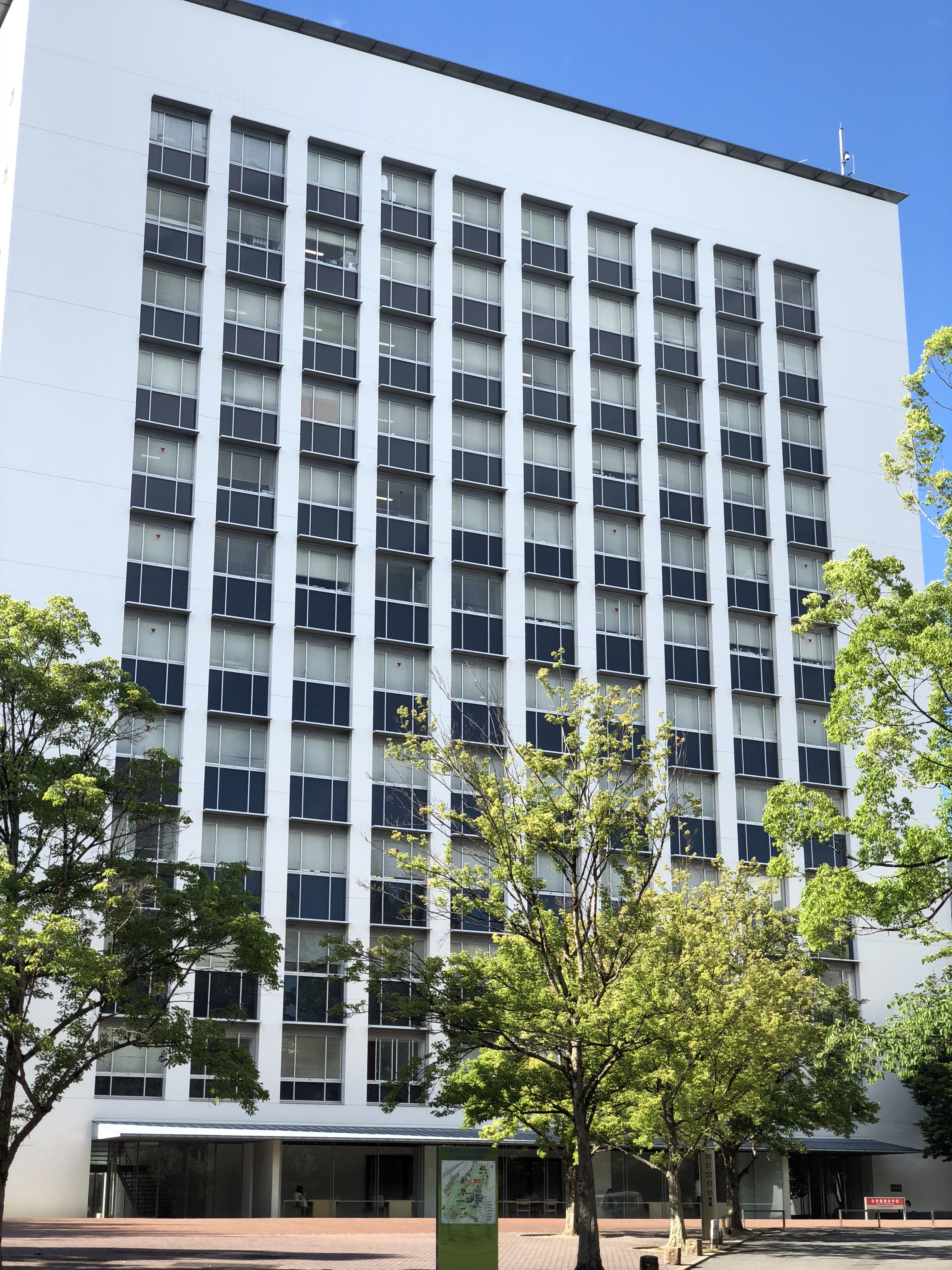
中部大学　生命健康科学部

- 工学部
  - 機械工学科
  - 都市建設工学科（旧・土木工学科）
    - アドバンスドコース（JABEE認定）
    - ノーマルコース

  - 建築学科（JABEE認定）
  - 応用化学科
    - 応用化学スペシャリストコース（JABEE認定）
    - 応用化学エンジニアコース

  - 情報工学科
  - 電気電子システム工学科
  - ロボット理工学科（2022年度まで）
  - 宇宙航空理工学科（2022年度まで）

- 理工学部（2023年度開設）
  - 数理・物理サイエンス学科
  - AIロボティクス学科（ロボット理工学科から改組）
  - 宇宙航空学科（宇宙航空理工学科から改組）

- 経営情報学部
  - 経営総合学科
- 国際関係学部中部大学　国際関係学部

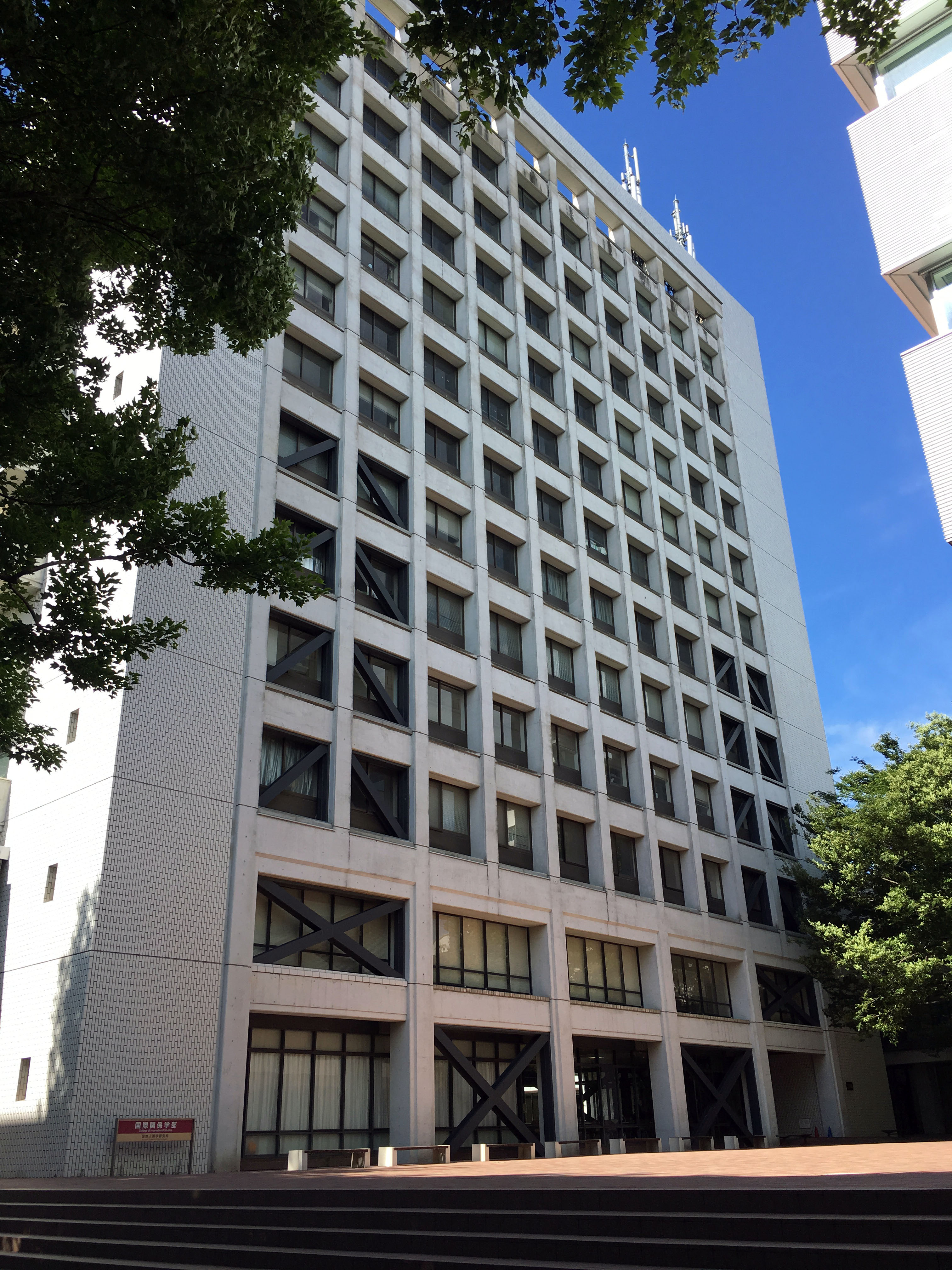
中部大学　国際関係学部

  - 国際学科（2016年4月国際関係学科、国際文化学科、中国語中国関係学科を統合して開設）

- 人文学部中部大学　人文学部
  - 日本語日本文化学科
    - 日本語分野
    - 日本文学分野
    - 日本文化分野

  - 英語英米文化学科

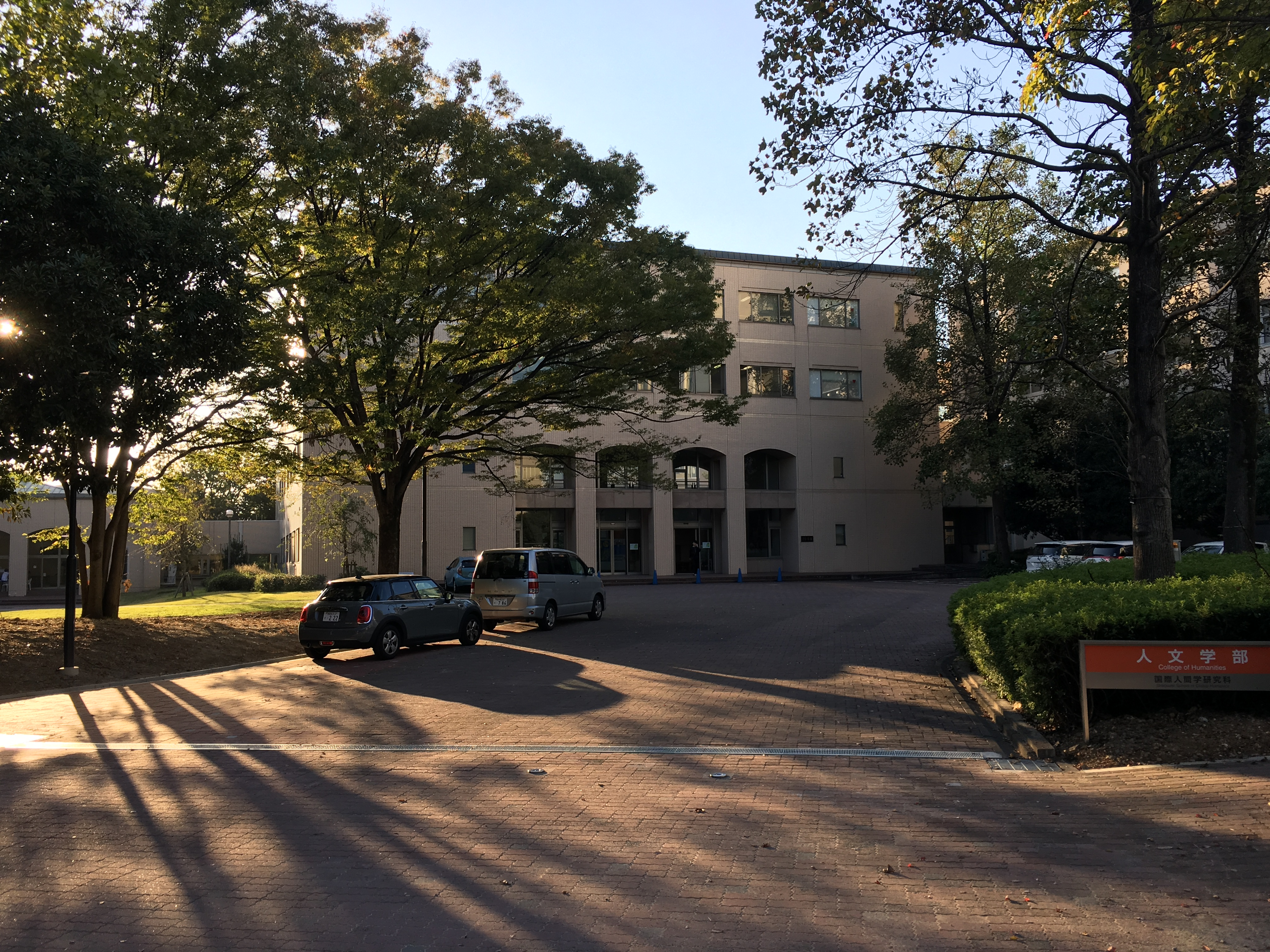
中部大学　人文学部

  - メディア情報社会学科（2024年度開設、コミュニケーション学科を改組）
  - 心理学科
  - 歴史地理学科
歴史と地理、2つの学問の融合を目指している学科、愛知県の私立大学で歴史系学科はここを含めて3つしかなく、地理系の学科は愛知大学に次いで二番目の設置である。

- 応用生物学部
  - 応用生物化学科
  - 環境生物科学科[21]
  - 食品栄養科学科
    - 食品栄養科学専攻
    - 管理栄養科学専攻

- 生命健康科学部中部大学　生命健康科学部
  - 生命医科学科
2006年に開設された学科で、「予防学」が専門。全国の大学でこの分野を専門に扱うのはこの学科のみ。
  - 保健看護学科
  - 理学療法学科
  - 作業療法学科
  - 臨床工学科
  - スポーツ保健医療学科

- 現代教育学部
  - 幼児教育学科
  - 現代教育学科（2017年4月児童教育学科から名称変更。）
    - 現代教育学専攻
    - 中等教育国語数学専攻

#### 大学院
- 工学研究科
  - 機械工学専攻
  - 電気電子工学専攻
  - 建設工学専攻
  - 応用化学専攻
  - 情報工学専攻
  - 創造エネルギー理工学専攻
  - ロボット理工学専攻（修士課程のみ）
  - 宇宙航空理工学専攻（博士課程、2024年度開設）

- 経営情報学研究科
  - 経営情報学専攻
  - 経営学専攻（修士課程のみ）
- 国際人間学研究科
  - 国際関係学専攻
    - 国際政治経済研究コース（博士前期課程のみ）
    - 国際社会文化研究コース（博士前期課程のみ）

  - 言語文化専攻
    - ジャーナリズムコース（博士前期課程のみ）
    - 英語圏言語文化コース（博士前期課程のみ）
    - 日本語日本文化コース（博士前期課程のみ）

  - 心理学専攻
  - 歴史学・地理学専攻
    - 歴史学コース（博士前期課程のみ）
    - 地理学コース（博士前期課程のみ）
- 応用生物学研究科
  - 応用生物学専攻
- 生命健康科学研究科
  - 生命医科学専攻
  - 看護学専攻（修士課程のみ）
  - リハビリテーション学専攻（修士課程のみ）
  - 保健医療学専攻（修士課程のみ）
- 教育学研究科
  - 教育学専攻（修士課程のみ）
    - 教育学・保育学領域
    - 教育心理学領域
    - 教科教育学領域

#### 研究所
- 中部高等学術研究所
  - 国際ESDセンター
  - 国際GISセンター
- 総合学術研究院
- 総合工学研究所
- 産業経済研究所
- 国際人間学研究所
- 生物機能開発研究所
- 情報科学研究所
- 生命健康科学研究所
- 現代教育学研究所
- 生産技術開発センター
- 光機能薄膜研究センター
- 藤原洋記念 超伝導・持続可能エネルギー研究センター
施設内には世界初の全長200mの超伝導直流送電の設備がある。最大6万kWの電流を流すことが可能で、送電ロスは銅線の10分の1に抑えることができる。
- 天文台天体観測所 - 2017年（平成29年）5月10日に新設[12]。

- ヘルスサイエンスヒルズ
- 大学連携フードコンソーシアム

#### 附属機関
- 附属三浦記念図書館
CAN私立大学コンソーシアムに加盟している大学（中部大学、愛知学院大学、南山大学）の図書館を、招待状なしで自由に利用できる。附属三浦記念図書館は、1964年の中部工業大学発足とともに、その附属図書館として設置された。蔵書数は大学全体で約69万冊、図書館にそのうちの約64万冊を所蔵し、約26万冊を1階から3階の開架部分に配架している。※2019年度
館内には、CD、DVD、ビデオなどの視聴覚資料が視聴できるメディアスペースや、グループ学習室、セミナールームなどの施設もある。

開館時間　※2019年度
学期中　月曜日～金曜日：午前9時～午後9時　土曜日：午前9時～午後4時50分
休業中　月曜日～金曜日：午前9時～午後4時50分　土曜日：午前9時～正午
休館日　※2019年度
日曜日、祝日　開学記念日（11月19日）　学園創立記念日（12月8日）　夏季および冬季休業中の一定期間　
- 民族資料博物館
- 大学教育研究センター
- 保健・医療系臨地及び臨床実習支援・推進部
  - 看護実習センター
  - 臨床検査技術教育・実習センター
  - 医療技術実習センター
  - 管理栄養実習センター
- 教育実習センター
- VMSセンター
- 研究支援センター
- 実験動物教育研究センター
- アイソトープセンター
- 学術情報センター
- 語学センター
- 日本語教育センター
- コンピューターコンサルテーションセンター(CCC)
- 教育技術センター
- 国際交流センター
- エクステンションセンター
- 体育・文化センター
- 新穂高山荘（岐阜県高山市奥飛騨温泉郷神坂577-68）

#### 私立大学学術研究高度化推進事業
- 2008年度採択
  - ヘルスサイエンスヒルズ

- 2006年度採択
  - 学術フロンティア推進事業

地殻現象モニタリング手法高度化に基づく予測と情報伝達の科学創成
  - 社会連携研究推進事業

河口域の浄化・修復を目指した新しい物質循環サイクル

- 2005年度採択
  - 社会連携研究推進事業

直流超伝導送電システムの研究開発
  - 学術フロンティア推進事業

植物の形・色・香を司る分子機構と分子育種の基盤的研究

- 2004年度採択
  - ハイテク・リサーチ・センター整備事業

電力エネルギー輸送における環境改善と効率改善の研究
  - オープン・リサーチ・センター整備事業

グローバル都市ネットワークにおける人間安全保障

- 2002年度採択
ゲノミックス、プロテオミックスおよびエフェクトミックスによる食の安全性評価システム開発
超プロトン伝導性アモルファス材料の創製と新エネルギーシステムへの応用
日・米・華のベンチャー企業の比較検討～企業家精神を発揮できる人材育成～

- 2000年度採択
電力エネルギー輸送における環境改善と効率改善研究

- 1998年度採択
薄膜技術を基盤とした高度光・電子機能素子の創製
ケアサービスにおけるインターフェースおよび各種刺激に対する生体反射・恒常性維持機能の発動に関する研究
自然-人工物-人間の相互作用評価に関する研究

### 教育
- 2010年度採択
  - 大学生の就業力育成支援事業

実践的バイオリスク予防学の習得バイオ技術者育成

- 2009年度採択
  - 大学教育・学生支援推進事業　大学教育推進プログラム【テーマA】

「持続学のすすめ」による実践型人材の育成　-文理融合型教育による「あてになる人間」の育成-
  - 大学教育・学生支援推進事業　大学教育推進プログラム【テーマB】

就職活動プロセス（6つのステップ）による就職支援プログラム
  - 大学教育充実のための戦略的大学連携支援プログラム

食の安全・食育にかかわる教育のための大学連携フードコンソーシアム

- 2008年度採択
  - 質の高い大学教育推進プログラム
  - 環境人材育成のための大学教育プログラム開発事業

## 対外関係

### 他大学の関係
協定校
アメリカ合衆国
- オハイオ大学 (en:Ohio University)
- ウェストバージニア大学　(West Virginia University)
- ミシガン州立大学 (en:Michigan State University)

アルジェリア
- オラン工科大学 (University of Science and Technology of Oran Mohamed Boudiaf)

インド
- インド工科大学グワーハーティ校 (Indian Institute of Technology Guwahati)
- インド工科大学ボンベイ校 (Indian Institute of Technology Bombay)
- タタ基礎研究所 (Tata Institute of Fundamental Research)

インドネシア
- ガジャマダ大学 (en:Universitas Gadjah Mada)
- シャクアラ大学 農学部 (en:Syiah Kuala University, Faculty of Agriculture)

オーストラリア
- ニューイングランド大学 (en:University of New England)

スイス
- チューリッヒ大学 獣医学部 (en:University of Zurich)

タイ王国
- アジア工科大学院 (en:Asian Institute of Technology)
- モンクット王工科大学ラートクラバン校 国際学部・工学部 (King Mongkut's Institute of Technology Ladkrabang)
- チュラロンコン大学 (en:Chulalongkorn University)

大韓民国
- 圓光大学校 (en:Wonkwang University)

中華人民共和国
- ハルビン理工大学 (en:Harbin University of Science and Technology)
- 外交学院 (en:China Foreign Affairs University)
- 華東師範大学 (en:East China Normal University)
- 同済大学科学技術処・環境科学与工程学院・亜太研究中心 (en:Tongji University)
- ハルビン工業大学 (en:Harbin Institute of Technology)
- 安徽理工大学大学院 (en:Anhui University of Science and Technology)
- 華電電力科学研究院 (en:China Huadian Electric Power Research Institute)
- 中国科学院・電気工学研究所 (en:Institute of Electrical Engineering, Chinese Academy of Science)
- 同済大学浙江学院 土木工程系、机械与電気信息工程系 (en:Tongji Zhejiang College)
- 東北大学 (en:Notheastern University, Institute of Materials and Metallurgy)
- 嘉興学院 (en:Jiaxing University)
- 紹興文理学院 (en:Shaoxing University)

チュニジア
- チュニス・エルマナール大学 理学部 (en:University of Tunis El Manar)

ドイツ
- イエナ・フリードリッヒ・シラー大学 (en:Friedrich-Schiller-Universität Jena)
- ヨハネス・グーテンベルク大学マインツ 生物薬学部 (en:Johannes Gutenberg-Universität Mainz)

ネパール
- カトマンズ大学 (en:Kathmandu University)
- 国際総合山岳開発センター (ICIMOD:en:International Center for Integrated Mountain Development)

ブータン
- ブータン王国再生可能自然資源研究評議会 (en:The Council for Renewable Natural Resources Research of Bhutan)

フィジー
- フィジー国立大学 (Fiji National University)

フランス
- エンサーブ・マトメカ (en:ENSEIRB-MATMECA（École Nationale Supérieure d'Électronique, Informatique, Télécommunications, Mathématique et Mécanique de Bordeaux）)
- ラ・ロッシェル大学 (en:Université de La Rochelle)

マレーシア
- マレーシア科学大学 (en:Universiti Sains Malaysia)

メキシコ
- グアナフアト大学 (en:Universidad de Guanajuato)

モロッコ
- ムハンマド5世大学 (en:Université Mohammed V)

リトアニア
- ビタウタス・マグナス大学 (en:Vytauto Didžiojo Universitetas)

ロシア
- 統一エネルギーシステム・ロシア連邦送電公社・研究開発センター (en:Research and Development Center at Federal Grid Company of Unified Energy System)

提携校
カナダ
- ブリティッシュ・コロンビア大学 (en:University of British Columbia)

イギリス
- エカーズリー・オックスフォード (en:Eckersley Oxford)

単位互換協定校
「単位互換に関する包括協定」に基づき、愛知県内の国公私立大学で開講されている講義を履修でき、取得した単位は中部大学の単位として認定される。
- 名古屋大学
- 愛知教育大学
- 名古屋工業大学
- 豊橋技術科学大学
- 愛知県立大学
- 愛知県立看護大学
- 愛知県立芸術大学
- 名古屋市立大学
- 愛知大学
- 愛知医科大学
- 愛知学院大学
- 愛知学泉大学
- 愛知工科大学
- 愛知工業大学
- 愛知産業大学
- 愛知淑徳大学
- 愛知文教大学
- 愛知みずほ大学
- 桜花学園大学
- 金城学院大学
- 椙山女学園
- 大同工業大学
- 中京大学
- 中京女子大学
- 東海学園大学
- 同朋大学
- 東邦学園大学
- 豊田工業大学
- 豊橋創造大学
- 名古屋音楽大学
- 名古屋外国語大学
- 名古屋学院大学
- 名古屋経済大学
- 名古屋芸術大学
- 名古屋産業大学
- 名古屋女子大学
- 名古屋造形芸術大学
- 名古屋文理大学
- 南山大学
- 日本福祉大学
- 人間環境大学
- 藤田保健衛生大学
- 名城大学

CAN私立大学コンソーシアム
中部大学、愛知学院大学、南山大学の3校の図書館で結成された図書館活動のコンソーシアム。
加盟する3大学の学生、教職員はそれぞれの図書館を紹介状なしで自由に利用でき、資料を借りることができる。

## 学生生活

### 学習支援
学習支援室
学習支援室では、数学、英語、物理、化学といった基礎科目のわからないところを、担当の教員に教えてもらうことができる。
オフィスアワー
オフィスアワーとは、学生が学部学科に関係なく、希望する先生に様々な事柄について相談できる時間帯。講義でわからないところも聞くことができる。
PASEO
PASEOとはPreparation for Academic Study in English Overseasの略称で、中部大学独自の英語教育プログラムである。4つのコースが用意されており、自分に合ったコースで学ぶことができる。学んだ英語を、留学プログラムで活かすこともできる。

### 中部大学学生寮
全国各地から入学する1年学限定で個室タイプの学生寮がある。学生寮は春日井キャンパスの南西、高台の閑静な一角にあり、各部屋は南に面し眺望も雄大。鉄筋コンクリート造り3階建ての北寮と4階建ての南寮の2棟からなり、食堂、浴室など各種設備を完備している。定員は1年生男子限定で年度ごとに人数が異なる。居室は58室。個室内には机、いす、ベッドが備え付けられている。クーラーは全室完備されているが、使いすぎると設定温度を上げられる。扇風機・冷風機などは自費で購入して利用できる。入寮した際、いくつかの班に分けられ、班ごとに班長を決め朝礼などをまとめる。学年で1人リーダーを決めリーダーは3年まで残る。スポーツ大会やバーベキュー、餅つきなど、寮生を対象としたイベントもある。入寮は、新年度の春学期のみで寮の在籍は1年間。寮生活にかかる費用は、入寮費（1,0000円）、食費（朝食400円、夕食550円）、寮費（年額）270,000円（光熱水費・食費込み）の合計で280,000円※2018年度。朝食は7時30分～9時まで、夕食は5時30分～8時まで、入浴は深夜0時まで。寮則により、門限が一応決められている（4月21:00、5月以降23:00※2018年度）。

### 留学制度
中部大学では、23か国46大学・機関に留学することができる。2018年4月6日現在。
大学間協定大学・機関
ラ・ロッシェル大学、エンサーブ・マトメカ、アルジェリアオラン工科大学、ムハマド5世大学、フリードリッヒシラー大学イエナ校、ビタウタス・マグナス大学、カトマンズ大学、国際総合山岳開発センター、タタ基礎研究所、インド工科大学グワーハーティ校、ブータン王国再生可能自然資源研究評議会、アジア工科大学院、マレーシア科学大学、ガジャマダ大学、オーストラリアニューイングランド大学、外交学院、ハルビン理工大学、圓光大学校、中国華東師範大学、嘉興学院、紹興文理大学、ミシガン州立大学、ウェストバージニア大学、オハイオ大学、グアナフアト大学。
部門間協定大学・機関
安徽理工大学、ハルビン工業大学、同済大学、華電電力科学研究院、中国科学院・電気工学研究所、チュニス・エルマナール大学、同済大学浙江大学、チュラロンコン大学、モンクット王工科大学ラートクラバン校、東北大学、シャクアラ大学、統一エネルギーシステム・ロシア連邦送電公社・研究開発センター、ヨハネス・グーテンベルク大学マインツ、フィジー国立大学、チューリッヒ大学、ラジャマンガラ工科大学クルンテープ校、アンナ大学、宜賓学院、フエ大学。
提携大学・機関
エカーズリー・オックスフォード、ブリティッシュ・コロンビア大学。中部大学国際センターで留学フェア、留学相談、カンバセーション・パートナー、D.I.テーブルといった支援を受けることができる。

### 全学科対抗スポーツ大会
全天候型グランドが整備されて以降、毎

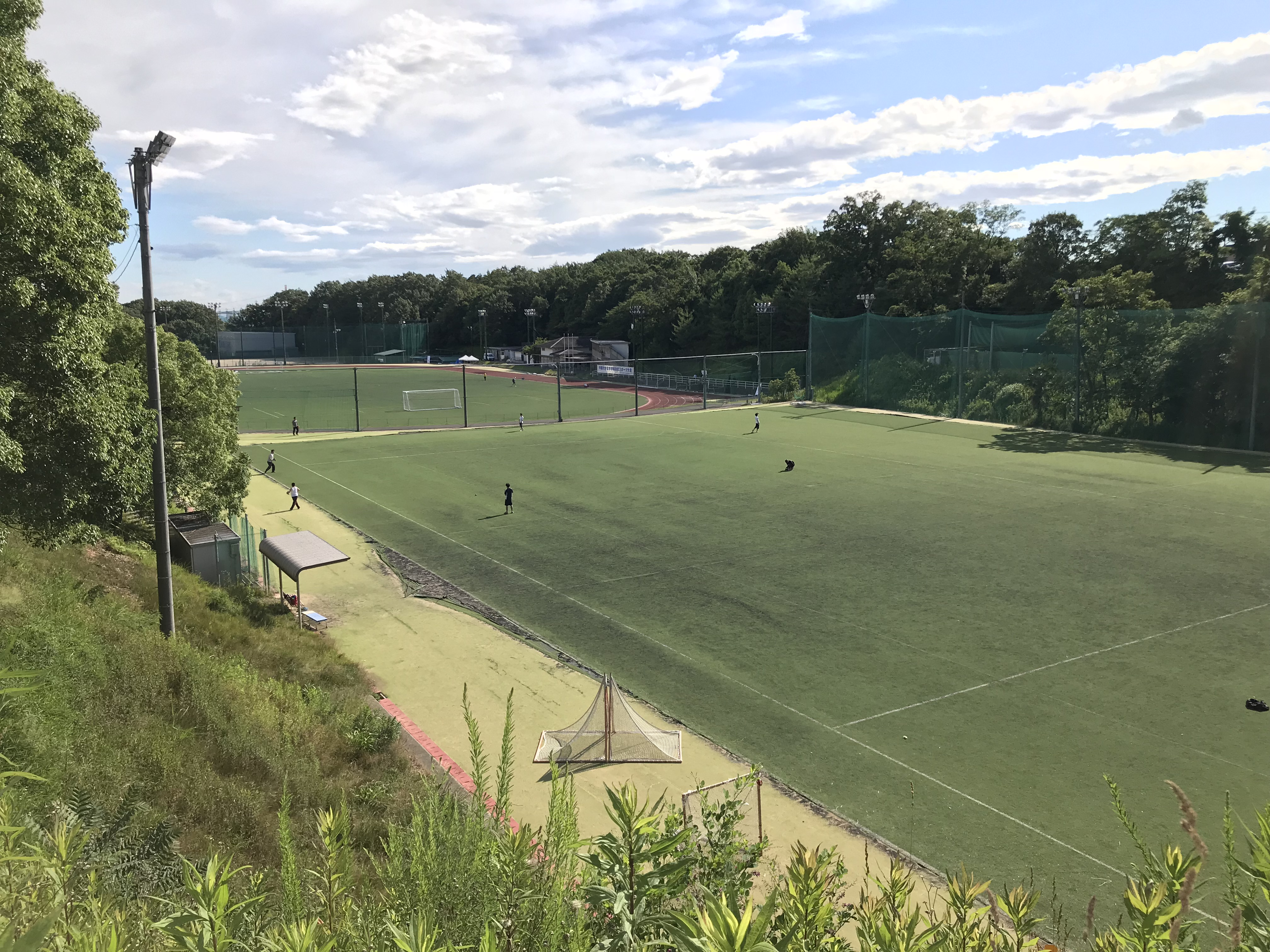
Chubu University Ground

年開催されるようになった。名称の通り、全学科が競い合って種目優勝、学科総合優勝を目指して毎年盛り上がる。グランドのこけら落としも兼ねている。

### 大学祭
毎年11月3日（文化の日）を含む3日間に中部大学祭が開催される。中部大学祭名物は「8時間自転車耐久レース」で、夕方4時から午前0時まで、学内の特設コースを周回し、装飾やタイムを競う。他にも様々な模擬店や研究発表展、ステージショーが行われる。

### 購買
大学内には丸善・セブンイレブン・コンピュータプラザ・フューチャーイン・郵便局・トラベルプラザ・ITALIAN TOMATO Cafe Jr.といったお店が入っている。

### 食堂
第1～第3学生ホール、21号館・51号館学生ホールには、それぞれ特色ある食堂を設けてバラエティに富んだメニューを安価に提供している。
また、キャンパスプラザ1階には、マクドナルドがあったが、現在はスガキヤとなっている。 各学生ホールには自動販売機コーナーがあり、売店やセブン－イレブンが入っている学生ホールもある。

### スポーツ
- 2008年度愛知大学野球連盟春季リーグ戦1部リーグ初優勝を果たす。
- 2011年度第58回東海学生剣道優勝大会で優勝。
- 2011年度ハンドボール部秋季リーグ優勝。

### クラブ・サークル
中部大学には、運動系公認クラブ32団体、文化系公認クラブ29団体、および、その他の公認団体4団体を含め、合わせて65の以下のクラブ・サークル団体が存在する。また、クラブの登録制度があり、クラブ、同好会、準備会の3段階に分けられる。クラブ設立は、参加人数が20名以上で大学教員を顧問とし、代表及び副代表をおくことが登録においての必須条件となっている。申請から3ヶ月以上の準備期間がありその後、原則、準備会からスタートする。登録されると活動援助金支給や大学からの物品支給・クラブ活動場所（荷物置き場やミーティングスペース）などが与えられ、主にクラブサークルプラザを中心にスペースを持ち活動している。

#### 運動系公認クラブ
- アーチェリー部
- 合気道部
- アングリング部
- 空手道部
  - 第62回全日本大学空手道選手権大会 - 日本武道館で行われた大会に男子団体組手で出場した[29]。
- 基礎スキー部
- 弓道部
- 剣道部
  - 第66回全日本学生剣道優勝大会 - 丸善インテックアリーナ大阪で行われた大会に出場した。
  - 第37回全日本女子学生剣道優勝大会 - 春日井市総合体育館で行われた大会に出場した。
  - 第13回全日本学生剣道オープン大会 - いしかわ総合スポーツセンターで行われた大会に出場した[29]。
- 硬式野球部
  - 平成30年度 愛知大学野球 秋季リーグ戦6勝7敗、勝点2で4位となった[29]。
- ゴルフ部
- サイクリング部
- サッカー部
- 自動車部
- 柔道部
- 少林寺拳法部
- 準硬式野球部
- 水泳部
- スキー競技部
- ソフトボールクラブ
- 卓球部
- チアリーダー部
- トライアスロン部
- 軟式庭球部
  - 平成30年度秋季東海学生ソフトテニス大学対抗リーグ戦3部優勝。第58回全国学生合気道演武大会日本武道館で行われた大会に出場[29]。
- バスケットボール部
- バドミントン部
- バレーボール部
  - 2018年（平成30年）第146回東海大学男女バレーボールリーグ戦 秋季大会女子が4部で優勝し3部昇格[29]。
- フライングディスククラブ
- ラグビー部
- 2018年（平成30年）東海学生ラグビーリーグ戦5勝2敗で第3位[29]。
- 陸上競技部
- ローンテニス部

#### 文化系公認クラブ
- E.S.S.クラブ
- 映画研究会
- 演劇部
- 会計学研究会
- 科学・物理実験会
- 管弦楽団
- 軽音楽部
- 建築研究会
- 混声合唱団
- 茶道部
- シミュレーション研究会
- 写真部
- 手話サークル
- 将棋部
- 書道部
- シンフォニックバンド
- 鉄道研究会
- 天文研究会
- パーソナルコンピューター研究会
- 美術部
- 文芸研究会
- 放送研究会
- ボーカル部
- マルチメディアコミュニケーションクラブ
- 漫画研究会
- マンドリンクラブ
- 無線部
- ユースホステルクラブ
- ユネスコクラブ

#### その他の公認団体
- 中部大学祭実行委員会
- 夏季課外教育活動リーダー
- C.U.P.（Clean Up Project in Chubu Univ.）
- 中部大学ボランティア・NPOセンター（ACTA）

## 学内奨学金
給付型
- 育英奨学金
- スポーツ・文化活動奨励奨学生
- 同窓会育英奨学生
- 同窓会リーダー育成　地域連携住居入居者育成支援金
- 同窓会リーダー育成　1人暮らし応援支援金
- 大学院貸費奨学生

貸与型
- 貸費奨学生
- 特別貸費奨学生
- 教育振興資金奨学生

留学に関する奨学金
- 海外派遣留学奨学金
- 海外長期研修奨学金
- 海外短期研修奨学金
- 大学院進学者短期研修奨学金
- オハイオ大学大学院留学奨学金

## 併設校
併設校
- 中部大学春日丘中学校・高等学校
- 中部大学第一高等学校（旧名古屋第一高等学校、名古屋第一工業高等学校）

## 大学関係者

### 著名な教職員
中部大学教員情報より。
- 梅嵜周毅 - 中部大学女子バスケットボール部監督。全学共通教育部健康とスポーツ教育科准教授。
- 大山誠一 - 元人文学部教授。著作で「聖徳太子は実在しない」との論陣を張る。
- 深谷圭助 - 現代教育学部准教授。「辞書引き学習法」を開発。
- 蒲生晴明 - 現教授。現在中部大学ハンドボール部部長。全日本ハンドボール協会強化本部長。元日本代表監督。別名「世界のガモー」。
- 鈴木康夫 - 生物学者、薬学者（生化学・ウイルス学）、薬剤師、薬学博士。中部大学生命健康科学研究所所長、元中部大学生命健康科学部教授。
- 山本眞輔 - 元現代教育学部教授。日本芸術院会員。
- 武田邦彦 - 中部大学総合工学研究所教授、著書『環境問題はなぜウソがまかり通るのか』は50万部を売り上げるベストセラー。地球環境問題について定説と異なる主張を展開することで注目を集める。
- 赤塚行雄 - 評論家。中部大学名誉教授。
- 稲崎一郎 - 工学者、工学博士。元中部大学総合工学研究所教授。
- ジョン・ギャスライト - タレント、コラムニスト、農学博士、エコロジー空間プロデューサー。中部大学教授。
- 鷲見洋一 - フランス文学者。元中部大学人文学部教授。
- 野田真里 - 経済学者。元中部大学国際関係学部国際関係学科准教授。
- 原田凍谷 - 書道家。中部大学講師。
- 細川昌彦 - 元経産官僚。中部大学中部高等学術研究所特任教授。
- 堀内勝 - 元中部大学国際関係学部教授。
- 前田富士男 - 美術史学者。元中部大学人文学部教授。同大国際人間学研究所所長。文部科学省独立行政法人評価委員（国立美術館部会長）。
- 三浦太郎 - 文化人類学者。中部大学教授。
- 宮本正興 - アフリカ文学者。元中部大学国際関係学部教授。
- 山本有造 - 経済学者、歴史学者。元中部大学教授。
- 五十嵐太郎 - 元工学部建築学科講師・准教授。
- 渡辺純 - 建築家。元中部大学工学部建築学科教授。中部大学男子留学生寮を設計。
- 渡辺武弘 - 卓球選手。中部大学准教授。
- 中村道 - 法学者。元中部大学国際関係学部国際関係学科教授。
- 立本成文 - 社会学者、文化人類学者。元中部大学国際関係学部教授・学部長、元中部大学大学院国際人間学研究科教授・科長。
- 長島信弘 - 文化人類学者。中部大学元教授。
- 長谷川博隆 - ローマ史研究者。元中部大学教授。
- 畑惠子 - 元中部大学国際関係学部助教授。
- 樋口敬二 - 雪氷物理学者。元中部大学教授。
- 日高六郎 - 社会学者。元中部大学教授。
- 飯田経夫 - 経済学者。元中部大学教授。
- 市原松平 - 土木工学者。元中部工業大学教授。
- 上野俊哉 - 評論家。元中部大学准教授。
- 宇田川妙子 - 元中部大学国際関係学部准教授・元講師。
- 加藤秀俊 - 評論家、社会学者。元中部大学教授。
- 河合秀和 - 政治学者。元中部大学特任教授。
- 川喜田二郎 - 地理学者。元中部大学教授。
- 河野健二 - 歴史学者、経済史家。元中部大学教授。
- 川端香男里 - ロシア文学者。元中部大学国際関係学部教授。
- 小中陽太郎 - 作家、評論家、翻訳家。元中部大学教授。
- 小林正次 - 技術者、工学博士。元中部工業大学教授。
- 阪上孝 - 社会思想史学者。元中部大学人文学部教授、元中部高等学術研究所副所長。
- 柴田正良 - 元中部大学国際関係学部講師。
- 松浦晃一郎 - 外交官、国連職員。元中部学術高等研究所客員教授。
- 三浦陽一 - 歴史学者、中部大学国際人間学研究所長。
- 武者小路公秀 - 元中部大学国際関係学部教授。
- 柳田聖山 - 中国禅宗史研究の第一人者。元中部大学教授。
- 山口佳三 - 数学者。中部大学創発学術院客員教授。
- 菅井秀郎 - 工学者、中部大学客員教授。
- 水野英二 - 構造力学者、中部大学工学部助教授。国際土木学会名誉教授賞受賞、大阪府立建築協議会　元議長補佐

### OB・OG
- 鈴木義広 - プロ野球選手（中日ドラゴンズ）投手。中部大学機械工学科卒。
- 谷元圭介 - プロ野球選手（北海道日本ハムファイターズ→中日ドラゴンズ）投手。
- 金丸将也 - プロ野球選手（広島東洋カープ）投手。
- 石川歩 - プロ野球選手（千葉ロッテマリーンズ）投手。
- 松井聖（中退） - プロ野球選手（東京ヤクルトスワローズ）捕手。
- 佐野大陽 - プロ野球選手（阪神タイガース）内野手。
- 加藤一希 - ラグビー選手（クボタスピアーズ船橋・東京ベイ）。
- 山岡楽 - ラグビー選手（宗像サニックスブルース）。
- 福田丈 - ハンドボール選手（琉球コラソン）。
- 富田愛理 - バスケットボール選手（山梨クィーンビーズ）
- 山口史乃 - バスケットボール選手（姫路イーグレッツ）
- 墨谷渉 - 作家、第31回すばる文学賞受賞。中部大学国際関係学部卒。
- マイクスギヤマ - 作詞家（本名：杉山昭彦）。
- 牧田哲也 - タレント、モデル。中部大学工学部卒。
- 藤吉弘亘 - 中部大学教授。2010年 山下記念研究賞受賞。
- 村上浩司 - あま市長。工業化学科卒。
- 石川英明 - 元豊明市長。
- 堀田伸一 - 豊橋市議会議長、元競輪選手。
- 山田達也 - 中部大学建築学科卒。山田建築研究所代表。愛・地球博記念公園にあるサツキとメイの家などの設計を手掛ける。
- 宮本忠博 - 中部工業大学（現中部大学）工学部機械工学科卒。タレント。巣山プロダクション所属。
- 水谷孝次 - アートディレクター。株式会社水谷事務所・NPO法人MERRY PROJECT 代表。中部工業大学（現中部大学）工学部卒。
- 田中友尋 - ハマ企画の代表取締役社長。
- 七原浩平 - 配信者（ニコニコ生放送等で配信）
- 菊田樹 - プロボウラー。2024年62期生ライセンスNo.1467。東名ボール所属。

## 特徴
- 2010年9月1日 - 7日、上海万博のDEVNET国際交流館で「中部大学週」が開かれ、中部大学の学生や教授が研究発表やシンポジウムを行った。日本の大学で単独出展を果たすのは、中部大学が初めて。
- 2020年世界大学ランキングに2年連続ランクイン[33]

## 社会との関わり
2019年5月7日、国内ベンチャー企業のインターステラテクノロジズ株式会社が開発した小型観測ロケット「MOMO」の発射に成功、国内のベンチャー企業が開発した観測ロケットが宇宙空間に到達したのは初。
このロケットには、中部大学工学部宇宙航空工学科の海老沼拓史準教授が開発したGPS用の受信機「Firefly」が搭載されている。